# ミニチャンプス
ミニチャンプス（Minichamps）はドイツのパウルズモデルアート（Paul's Model Art、略称PMA）社が手掛けるミニカーブランド。

## 概要
ミニチャンプスブランドのデビューは1991年、ドイツ本国で企画・設計を行い、生産は当初から中国・深圳の工場で行われている。現在の模型業界では一般的となったスタイルだが、当時はまだ本国生産のミニカーブランドが多く、先鞭を付けた存在でもある。
ミニチャンプスのミニカーはそれまでの他社製品に比べ精密であり、また当初より子供の玩具ではなく、大人向けのコレクション製品であることがパッケージにもうたわれていた。製法はダイキャストを基本とするが、細部のパーツにはプラスチックなども多用されている。
最初に展開されたのは、1990年のDTMに参戦していたレーシングカーで、スケールは1/43。アウディV8、メルセデス・ベンツ 190E Evolution1、BMW・M3などが製品化された。車種だけでなくチーム、そしてドライバーによるカラーリングやマーキングの違いを再現し、多くのバリエーションを用意したことも特徴である。
その後、市販車も製品化された。当初はアウディV8、メルセデス・ベンツ190E Evolution1、BMW M3を皮切りに、ポルシェやフォルクスワーゲンなどドイツ車のモデルが中心であったが、徐々にイタリア車やフランス車、イギリス車といったヨーロッパ車全般、アメリカ車にその範囲を広げ、そして現在では日本車も少数ではあるが、製品化されている。
現在は総合的なミニカーブランドとして、古今東西を問わずさまざまな市販車、レーシングカーを製品化している。スケールはミニカーの世界で標準スケールと呼ばれる1/43が中心ではあるが、1/18、1/12といった大スケールモデルもあり、バスやトラックといった商用車もモデル化している。また自動車に限らずオートバイ（1/12および1/6スケール）、そして戦車（1/35スケール）を中心とした軍用車両もモデル化されている。
日本では自社オリジナルミニカーブランドも手掛けている京商が現在の輸入代理店となっている。

## 特注品
ミニチャンプスは自ら企画する製品（通常品）だけでなく、企業から依頼を受けてミニチャンプスのカタログには掲載されていない特注品も製作している。その代表例が、メルセデス・ベンツやポルシェといった各国の実車メーカーが特注したモデルだ。こういったモデルは通常品とはカラーリングやパッケージが異なることも多い。また近年は新型車が発表される前の段階で実車メーカーより資料を提供し、いち早く製作されることもある。この種のミニカーは日本でもヤナセやポルシェセンターといった実車ディーラーで販売されている。
各国の輸入代理店により特注されるミニカーもある。日本でも京商が特注した製品が過去に数種類販売されている。
また企業がプロモーションのために特注したものも存在する。